# Гуруваюр Кешаван

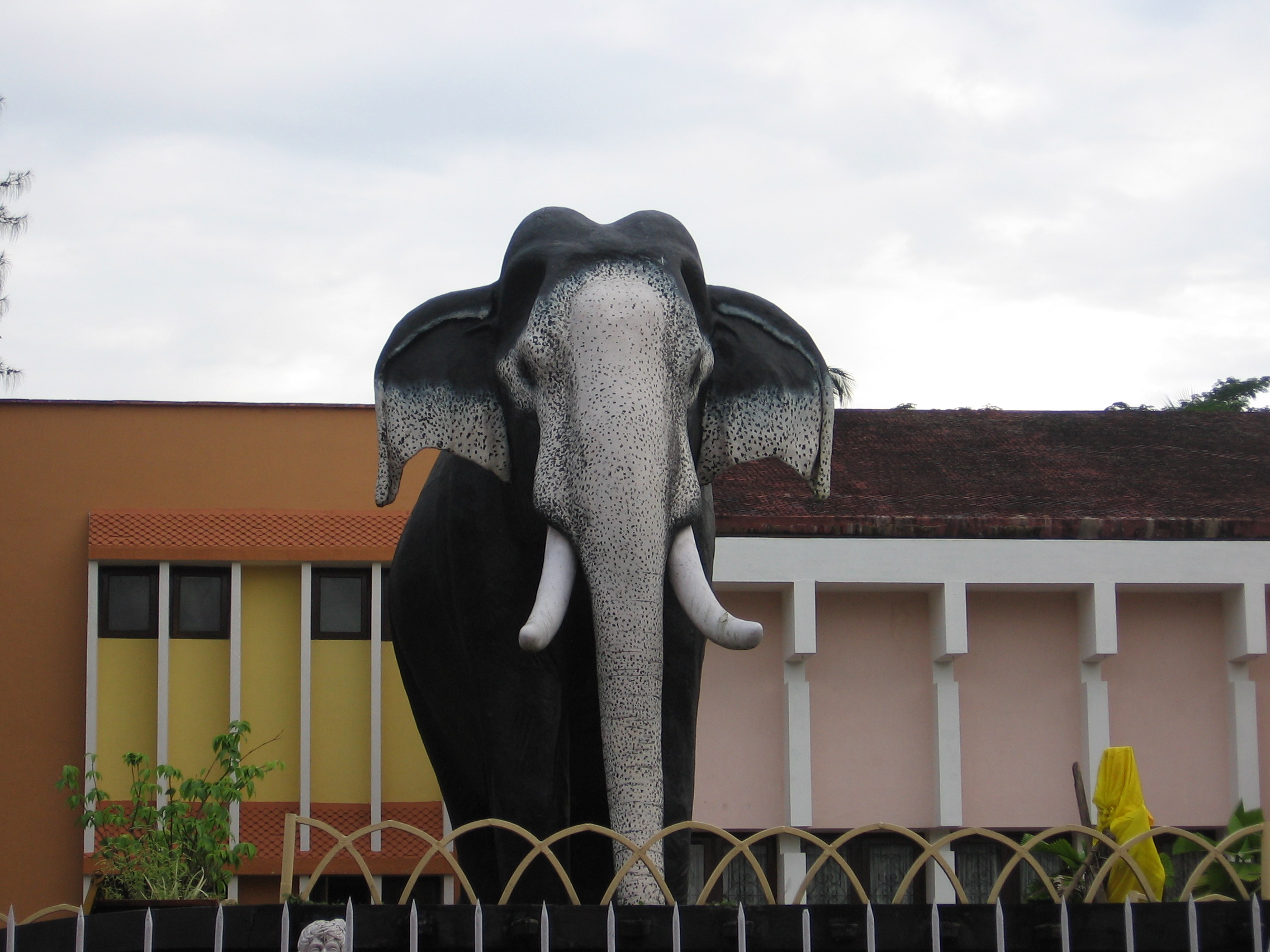
Статуя Гаджараджана Гуруваюра Кешавана

Гаджараджан Гуруваюр Кешаван (1904 — 2 декабря 1976) — слон штата Керала в Южной Индии. В 1916 году Кешаван был преподнесён в дар индуистскому храму Кришны в Гуруваюре от семьи раджей из Ниламбура. В Южной Индии среди богатых индусов существует обычай преподносить в дар слонов божествам в храмах.
Кешаван был ростом в 3,2 метра и жил в святилище для слонов Пуннатхур-котта. Описывается, что он проявлял большую преданность Гуруваюраппану — божеству Кришны в храме Гуруваюра. Умер он в священный день экадаши, что считается очень благоприятным. Перед смертью слон «постился» весь день и к вечеру упал на землю с поднятым хоботом в направлении храма, как бы распростёршись в поклоне перед Кришной.
В память служения Кешавана для божества Кришны, совет правления храма в Гуруваюре воздвиг около храма статую Кешавана в натуральную величину. У входа в храм можно увидеть бивни и портрет слона. В 1977 году о жизни Кешавана был снят художественный фильм на языке малаялам. Каждый год в день смерти Кешавана в Гуруваюре проходит фестиваль в его памать. В ходе празднества, сотни слонов выстраиваются в ряд перед статуей Кешавана и их предводитель хоботом надевает на неё гирлянду. Совет правления храма Кришны в Гуруваюре пожаловал Кешавану почётный титул «Гаджараджан», что в переводе означает «Царь слонов».